# Patricia Dench
Patricia Dench, född 8 mars 1932, är en australisk före detta sportskytt.
Dench blev olympisk bronssmedaljör i pistol vid sommarspelen 1984 i Los Angeles.